# Lingue australiane aborigene
Le lingue australiane aborigene comprendono diverse famiglie linguistiche e lingue isolate originarie dell'Australia e di alcune isole vicine, sebbene da queste sia esclusa per convenzione la Tasmania. La parentela fra queste lingue non è al momento ben chiara, anche se studi svolti negli ultimi anni hanno permesso di chiarire parecchi lati oscuri.
La maggior parte delle lingue australiane sono estinte o in serio pericolo. Tra quelle sopravvissute solo il 10% vengono apprese dai bambini. Questo è un risultato di uno sforzo comune fra il governo australiano di sradicare la cultura aborigena e le sue lingue tramite punizioni, traslochi forzati, sterilizzazione e abduzione forzata dei bambini dalle loro famiglie. Comunque questi sforzi ora sono terminati, perciò le lingue del Deserto occidentale vicino ad Alice Springs nello stretto di Torres e un paio di lingue parlate nel nord non sono più a rischio di estinzione. L'istruzione bilingue sta ottenendo un certo successo in alcune comunità; in un caso di recente vicino ad Alice Springs, gli insegnanti bianchi erano tenuti a imparare la lingua locale e i genitori aborigeni si lamentavano del fatto che i loro figli non imparavano l'inglese a scuola. Le lingue aborigene più parlate in Australia contano all'incirca 3000 parlanti.
Gli aborigeni della Tasmania furono sterminati nella quasi totalità all'inizio dell'epoca coloniale dell'Australia e le lingue della Tasmania si sono estinte molto prima che fosse possibile avere testimonianze scritte. Si separarono dagli altri linguaggi della terraferma alla fine dell'era glaciale e verosimilmente non ebbero alcun contatto con il mondo esterno per 10.000 anni. Si conosce troppo poco di queste lingue per poterle classificare, anche se sembra che avessero alcune somiglianze fonologiche con le lingue della terraferma.

## Tratti comuni
Le lingue australiane formano un'area linguistica o famiglia linguistica e condividono buona parte del loro vocabolario e inusuali tratti fonologici comuni a tutte quelle dell'intero continente. 
Un altro tratto comune di molte lingue australiane è la presenza delle cosiddette lingue della suocera, speciali registri discorsivi utilizzati soltanto in presenza di certi parenti stretti. Questi registri hanno in comune la fonologia e la grammatica della lingua standard, mentre il lessico è diverso e solitamente molto ristretto. Ci sono inoltre tabù discorsivi comuni durante periodi estesi di lutto o di iniziazione che hanno portato ad un numero considerevole di lingue dei segni aborigene.
Nella loro morfosintassi molte lingue australiane hanno un sistema di casi in opposizione tra ergativo e assolutivo. Ci sono casi tipicamente divisi; un modello diffuso è la presenza nei pronomi di prima e seconda persona di particelle segnacaso in opposizione tra nominativo e accusativo e di particelle in opposizione tra assolutivo ed ergativo in quelli di terza persona, anche se ulteriormente suddivise tra esseri animati e inanimati. In alcune lingue le persone a metà strada tra le inflessioni dell'accusativo e dell'ergativo (come la seconda o la terza umana) possono essere tripartite: ossia, apertamente marcate come o ergative o accusative nelle frasi transitive, ma non marcata con nessuna delle due nelle frasi intransitive. Alcune lingue prevedono soltanto particelle segnacaso nominativo-accusativo.

### Fonetica e fonologia

#### Inventario fonetico
Un tipico inventario fonetico australiano comprende tre vocali brevi, solitamente [a, i, u], che possono essere sia lunghe che brevi. Non esiste quasi mai un contrasto tra consonante sorda o sonora; ossia una consonante può avere il suono [p] ad inizio parola ma avere il suono [b] se intervocalico. Entrambi i simboli hanno la facoltà di rappresentarli. L'Australia eccelle inoltre per essere particolarmente carente di fricative, persino di [h]. Nei rari casi in cui le fricative capitano, si stanno recentemente sviluppando tramite lenizione di occlusive e sono per questo non sibilanti come il suono [ð] piuttosto che altre sibilanti come la [s] che sono così comuni in altre parti del mondo. Alcune lingue inoltre hanno tre suoni detti rotici (i suoni simili alla R), ulteriormente suddivisi in polivibranti, monovibranti e trilli, nonché un'approssimante, cioè la combinazione di R inglesi e spagnole.
Un'eccezione notevole a questa generalizzazione è la lingua kala lagaw ya, che ha un inventario molto più simile a quello delle lingue papua a lei vicine piuttosto che alle altre lingue del continente australiano.
Oltre alla mancanza di fricative, il tratto più caratteristico dei suoni del parlato australiano sono il vasto numero di luoghi di articolazione. Quasi ogni lingua occupa quattro posti nella regione coronale, sia fonemica che allofona, oltre che alle bilabiali e alle velari. Questo si realizza in due variabili. la posizione della lingua (anteriore o posteriore) e la sua forma (laminali o apicali). Sia le plosive che le nasali capitano in tutti e sei i posti e in alcune lingue le laterali capitano in tutti e quattro i punti coronali, dove sono possibili le laterali.
Una lingua che presenta l'intera gamma di occlusive e di laterali è la lingua kalkutungu, che ha suoni "labiali" p, m; "dentali" th, nh, lh; "alveolari" t, n, l; "retroflessi" rt, rn, rl; "palatali" ty, ny, ly; and velari k, ng. La lingua yanyuwa presenta ancora più contrasti con una serie ulteriore di consonanti dorso-palatali, con l'aggiunta di occlusive prenasalizzati in tutti e sette i luoghi di articolazione, oltre che tutti e quattro i laterali.

## Classificazione

### Lingue isolate
- Lingua enindhilyagwa o andilyaugwa (codice ISO 639-3 aoi)
- Lingua laragiya (lrg), estinta
- Lingua minkin, estinta; forse un membro del gruppo yinjadhijan o delle lingue tankiche
- Lingua ngurmbur (nrx), estinta; forse un membro del gruppo macro-pama-nyunga
- Lingua tiwi (tiw), parlata sulle Isole Tiwi

### Famiglie stabilite
- Lingue bunaban: lingua bunaba (codice ISO 639-3 bck), lingua gooniyandi o guniyandi (gni)
- Lingue daly: tre-quattro sottogruppi: 
  - I lingua marithiel (mfr), lingua marimanindji (zmm), lingua maringarr (zmt), lingua wadjiginy (wdj), maranungku
  - II lingua madngele (zml), lingua tyaraity o dyeraidy (woa), lingua mullukmulluk o malakmalak (mpb)
  - III lingua nangikurrunggurr o ngenkikurrunggur (nam)
  - IV? lingua murrinh-patha o murinbata (mwf)
- Lingue djeragan: due sottogruppi:
  - I lingua gadjerawang (gdh), lingua miriwung (mep)
  - II lingua kitja (gia)
- Lingue limilngan: lingua limilngan (lmc), lingua wulna (wux)
- Lingue nyulnyulan: lingua nyunyul (nyv), lingua yawuru (ywr), lingua warrwa (wwr), lingua nyigina (nyh)
- Lingue wororan: tre sottogruppi: 
  - I lingua wunambal (wub)
  - II lingua ngarinyin o ungarinyin (ung)
  - III lingua worora (unp), ecc.

### Famiglie recentemente proposte
- Lingue minti, composte da:
  - Lingue djamindjungan: lingua djamindjung (codice ISO 639-3 djd), lingua nungali (nug)
  - Lingue del Barkly occidentale: due sottogruppi
    - I lingua djingili (jig)
    - lo ngarndji, lingua wambaya (wmb)
- una macrofamiglia della Terra di Arnhem composta da:
  - Lingue burarran: quattro sottogruppi: 
    - I lingua guragone (gge)
    - II lingua burarra (bvr)
    - III lingua djeebbana o ndjébbana, gunavidji/gombudj (djj)
    - IV lingua nakara o nakkara (nck)
- Lingue yiwaidjan: tre sottogruppi: 
  - I lingua margu (mhg)
  - II lingua amurdak o amarag o amurag (amg)
  - III lingua iwaidja (ibd), lingua maung (mph); con probabilmente l'aggiunta della lingua isolata minkin
- Lingue giimbiyu: due sottogruppi: 
  - I lingua mangerr (zme)
  - II urningangka
- Lingua gagadu o kakadju (gbu), isolata
- Lingua umbugarla (umr) isolata
- Lingue macro-pama-nyunga, composte da
  - forse la lingua ngurmbur (nrx) isolata
  - Lingue gunwinyguan: cinque sottogruppi: 
    - I lingua djauan o jawany (djn), lingua ngandi (nid), lingua ngalakan (nig), lingua gunwinggu o gunwinygu (gup), lingua ngalkbun (ngk), lingua rembarunga o rembarrnga (rmb), lingua wagiman (waq), lingua wardaman (wrr), lingua yangman (jng)
    - II lingua alawa (alh), lingua wandarang o warndarang (wnd), lingua mara (mec)
    - III lingua kungarakany (ggk)
    - IV lingua nunggubuyu (nuy)
    - V linga mangarayi (mpc)

  - Lingue pama-nyunga:
    - Lingue tankiche: Lingua lardil (lbz) (damin), lingua kayardilt (gyd), lingua ganggalida o yukulta (gcd), con l'aggiunta forse del minkin, isolata
    - Lingue garawa: lingua garawa (gbc), waanyi
    - Lingue pama-nyunga propriamente dette (circa 175 lingue in 14 sottogruppi esistenti e numerosi sottogruppi estinti)
      - Yuulungu
      - Lingue pama
      - Lingue yalanjiche
      - Lingue yidinyiche
      - Lingue dyirbaliche
      - Lingue nyawaygiche
      - Lingue mariche
      - Lingue waka-kabiche
      - Lingue durubaliche
      - Lingue gumbaynggiriche
      - Lingue yuin-kuri
      - Lingue wiradhuriche
      - Lingue baagandjiche
      - Lingue yotayotiche
      - Lingue kuliniche
      - Lingue ngarinyerico-yithayithiche
      - Lingue karniche
      - Lingue wagaya-warluwaric
      - Lingue kalkatungiche
      - Lingue arandiche
      - Lingue pama-nyunga del Sud-Ovest
      - Muk Thang
      - Lingua dhudhuroa (ddr)
      - Lingua kala lagaw ya o Mabuiag (mwp)
      - Lingua muruwari (zmu)
      - Lingua warumungu (wrm)
      - Lingua dell'Isola Flinders (fln)
      - Lingua di Punta Barrow (bpt)
      - Lingua bandjalang (bdy)
      - Pallangahmiddnag

### Elenco lingue
- Lingua antakarinya (codice ISO 639-3 ant) detta anche andagarinya
- Lingua arrernte
- Lingua badimaya (bia) detta anche parti-naya, widimaya
- Lingua bayungu (bxj) detta anche baiong, baiung, bajungu, biong, giong, mulgarnoo, pajungu, payungu
- Lingua burduna (bxn) detta anche boordoona, budina, budoona, buduna, pinneegooroo, poodena, poordoona, purduma, purduna
- Lingua dhalandji (dhl) detta anche dalandji, dalendi, djalendi, talaindji, talandi, talandji, talangee, tallainga, taloinga, thalantji, thalanyji
- Lingua dhargari (dhr) detta anche dal'gari, targari, tarkarri, thargari, tharrgari, tharrkari
- Lingua djiwarli (djl) detta anche djwarli, thiin, tjiwarli
- Lingua dyirbal (dbl) detta anche djirubal
- Lingua guguyimidjir (kky) detta anche gugu yimijir, gugu-yimidhirr, guugu yimithirr, koko imudji, kukuyimidir, guugu yimidhirr
- Lingua jurruru
- Lingua kala lagaw ya (mwp) detta anche kala lagau langgus, kala lagaw, kala yagaw ya, langus, mabuiag, yagar yagar, dello Stretto di Torres centrale
- Lingua kalaamaya
- Lingua karriyarra
- Lingua kurrama (vku) detta anche gurama, karama, korama, kurama
- Lingua malgana (vml) detta anche maldjana, maljanna, malkana
- Lingua mangala (mem) detta anche djawali, djuwali, jiwali, jiwarli, koalgurdi, manala, mangalaa, mangarla, minala, yalmbau
- Lingua martuthunira (vma)
- Lingua mirniny
- Lingua ngarla (nlr)
- Lingua ngarlawangka
- Lingua ngarluma (nrl) detta anche gnalluma, gnalouma, ngallooma, ngaluma
- Lingua ngatjumaya
- Lingua nhanda (nha) detta anche nanda, nanta, nhanta, nubda, nunta
- Lingua nhuwala (nhf)
- Lingua nijadali (nad) detta anche bailko, balgu, balygu, jauna, njijapali, nyiyabali, nyiypali, paljgu, palyku
- Lingua nyamal (nly) detta anche gnamo, namel, njamal, njamarl, nyamel
- Lingua nyunga (nys) detta anche neo-nyunga, nyungar
- Lingua panytyima (pnw) detta anche bandjima, banjima, pandjima, panjima, panjtjima, panyjima
- Lingua pinigura (pnv) detta anche binigura, pinikura
- Lingua wajarri (wbv) detta anche wadjari, wadjeri, watjari, watjarri
- Lingua wariyangga (wri) detta anche warriyangka
- Lingua warlpiri (wbp) detta anche elpira, ilpara, ngaliya, ngardilpa, wailbri, walbiri, walmama, walpiri, lingua walpiri dei segni
- Lingua warungu (wrg) detta anche gudjala, gugu-badhun, warrungu
- Lingua wiradhuri (wrh) detta anche berrembeel, warandgeri, werogery, wiiratheri, wira-athoree, wiradhurri, wiradjuri, wiraduri, wiraidyuri, wirajeree, wirashuri, wiratheri, wirracharee, wirrai'yarrai, wooragurie, wordjerg
- Lingua yankunytjatjara (kdd) detta anche jangkundjara, kulpantja, yankunjtjatjarra, yankuntatjara
- Lingua yanyuwa (jao) detta anche aniula, anula, anyula, janjula, leeanuwa, wadiri, yanula, yanyula
- Lingua yaburarra
- Lingua yidiny (yii) detta anche boolboora, deba, eneby, gerrah, gijow, gillah, guwamal, idin idindji, idin-wudjar, idinji, indindji, jidindji, kitba, maimbie, mungera ohalo, pegullo-bura, warra-warra, warryboora, woggil, yetinji, yiddinji, yidin, yidindji, yidini, yitintyi, yukkaburra
- Lingua yinggarda (yia) detta anche ingara, ingarda, ingarra, ingarrah, inggarda, inparra, jinggarda, kakarakala, yingkarta
- Lingua yinhawangka

### Lingue non appartenenti al gruppo pama-nyunga
- Lingua bardi (codice ISO 639-3 bcj) detta anche baadi, baardi, badi, bard
- Lingua bunaba (bck) detta anche bunuba, punapa, punuba
- Lingua djauan (djn) detta anche adowen, jawan, jawony, jawoyn, kumertuo
- Lingua djingili (jig) detta anche chingalee, chunguloo, djingila, djingulu, jingali, jingulu, lee, tchingalee, tjingilu
- Lingua gajirrawoong
- Lingua ganggalida (gcd) detta anche ganggalita, jakula, jugula, kangkalita, yokula, yugulda, yukala, yukulta
- Lingua gooniyandi (gni) detta anche gunian, guniandi, guniyan, guniyandi, guniyn, konejandi, koneyandi, kunan, kunian, kuniyan
- Lingua kitja (gia) detta anche gidja, kidja, kija
- Lingua lardil (lbz) detta anche kunana, ladil, laierdila, lardille, e lingua damin
- Lingua miriwung (mep) detta anche merong, miriwoong, miriwun, mirung
- Lingua nimanbur (nmp) detta anche nimanburru
- Lingua nyigina (nyh) detta anche njigina, nyikina
- Lingua nyulnyul (nyv)
- Lingua worla
- Lingua worrorra (wro)
- Lingua wunambal (wub) detta anche jeidji, jeithi, unambal, wumnabal, wunambullu, yeidji, yeithi
- Lingua yawijibaya
- Lingua yawuru (ywr) detta anche jaudjibara, jawadjag, jawdjibaia, jawdjibara, winjawindjagu, yaudijbaia, yaudjibara, yawjibara